# Monsignor
Monsignor ist ein US-amerikanisches Filmdrama aus dem Jahr 1982. Regie führte Frank Perry, das Drehbuch verfassten Abraham Polonsky und Wendell Mayes.

## Handlung
Während des Zweiten Weltkrieges steckt der Vatikan in finanziellen Schwierigkeiten. Aufgrund seiner Buchhalterfähigkeiten wird Pater Flaherty, ein junger und ehrgeiziger Priester aus den Vereinigten Staaten, 1944 nach Rom geschickt.
Pater John Flaherty hat einen Kopf für die Zahlen, ist aber auch der Meinung, dass der Zweck die Mittel heiligt. Um Geld für die Kirche zu beschaffen, macht Flaherty bald Geschäfte mit dem korrupten Sergeant Verese von der US-Army, der Waren auf dem lokalen Schwarzmarkt handelt und mit dem sizilianischen Gangster Don Appolini in Verbindung steht. Appolini ist bereit, den Verkauf von Zigaretten auf dem Schwarzmarkt durch Flaherty über ein Schweizer Bankkonto zu finanzieren.
Zusätzlich beginnt er als Offizier verkleidet auch eine romantische Beziehung mit der angehenden Nonne Clara, die in einer Glaubenskrise steckt. Sie beginnen eine Affäre, ohne dass Flaherty ihr seine wahre Identität verrät. Eines Tages sieht Clara Flaherty in priesterlichen Gewändern im Gefolge des Papstes. Dadurch wird die Liebe und das Vertrauen von Clara erschüttert.
Da Flaherty großen Erfolg bei der Beschaffung von Geldern hat, werden seine Methoden übersehen und er steigt zum Monsignore sowie später zum Kardinal auf. Als er aber bei Aktiengeschäften Millionen verliert, muss er den Preis für seine Taten bezahlen.

## Produktion
Der Film wurde komplett in Rom gedreht.
Der Film kam am 22. Oktober 1982 in die amerikanischen Kinos und am 4. März 1983 in die deutschen Kinos.
Am 29. November 1982 erhielt der Film in Irland ein Aufführverbot. Das Irish Film Censor Board berief sich dabei auf die unangemessene Verbindung von Religion und Ehebruch. Die Entscheidung wurde am 17. Dezember 1982 aufgehoben und der Film wurde am 18. Februar 1983 in Irland uraufgeführt. In der Partei Fianna Fáil führte der Film zu Kontroversen. Der Vorsitzende Ned Brennan meinte, dass die Mehrheit der irischen Öffentlichkeit eine Veröffentlichung des Films nicht wolle und er aus „moralischen Gründen“ verboten werden sollte.
Der Film spielte bei einem Budget von 10 Millionen US-Dollar 12,4 Millionen US-Dollar wieder ein.
John Williams komponierte die Filmmusik und dirigierte das London Symphony Orchestra bei der Aufführung. Der Soundtrack wurde 1982 veröffentlicht. Im Jahr 2007 veröffentlichte Intrada eine limitierte Auflage von Williams’ Partitur des Films. Am 4. Juni 2019 wurde eine erweiterte Version veröffentlicht.

## Synchronisation
Der Film wurde bei der Berliner Synchron GmbH synchronisiert. Das Dialogbuch schrieb und die Dialogregie führte Arne Elsholtz.
| Darsteller            | Sprecher                | Rolle               |
| --------------------- | ----------------------- | ------------------- |
| Christopher Reeve     | Heiner Lauterbach       | Pater John Flaherty |
| Jason Miller          | Edgar Ott               | Appolini            |
| Franco Angrisano      | Toni Herbert            | Beicht-Priester     |
| Robert Prosky         | Friedrich W. Bauschulte | Bischof Walkman     |
| Geneviève Bujold      | Susanna Bonaséwicz      | Clara               |
| Paolo Maria Scalondro | Arne Elsholtz           | Clerical Secretary  |
| Fernando Rey          | Claus Biederstaedt      | Kardinal Santoni    |
| Adolfo Celi           | Horst Niendorf          | Kardinal Vinci      |
| Ian Danby             | Hermann Ebeling         | Leutnant            |
| Tomas Milian          | Thomas Danneberg        | Pater Francisco     |
| Joe Pantoliano        | Arne Elsholtz           | Soldat Joe Musso    |
| Milena Vukotic        | Gertie Honeck           | Schwester Verena    |
| Joe Cortese           | Frank Glaubrecht        | Sergeant Varese     |

## Kritik
Der Film wurde von den Kritikern nicht gut aufgenommen und lief an den Kinokassen nicht besonders gut. Bei Rotten Tomatoes hat er ein Rating von 0 Prozent bei 7 Bewertungen.
Das Lexikon des internationalen Films urteilte: „Skandalorientierte Kolportage, in der Titelrolle unglücklich besetzt, spannungsarm und unerheblich.“
„John Flaherty ist ein Mann des Glaubens, dennoch begeht er jede nur denkbare Ketzerei: Als Soldatenpfarrer schießt er im Zweiten Weltkrieg Nazis nieder, als Finanzberater des Vatikans macht er Geschäfte mit der Mafia, und dann verführt er gar eine Novizin! Je länger der Film dauert, desto lächerlicher wird er.“

## Auszeichnungen
Der Film war bei Goldene Himbeere 1983 für die schlechteste Filmmusik nominiert.